# والاس اف. بنت
والاس اف. بنت (به انگلیسی: Wallace F. Bennett) سناتور سابق عضو حزب جمهوری‌خواه ایالات متحده آمریکا بود. وی در سال ۱۹۵۱ تا ۱۹۷۴ میلادی سناتور ایالت یوتا در سنای ایالات متحده آمریکا بود.